# Friede von Caltabellotta

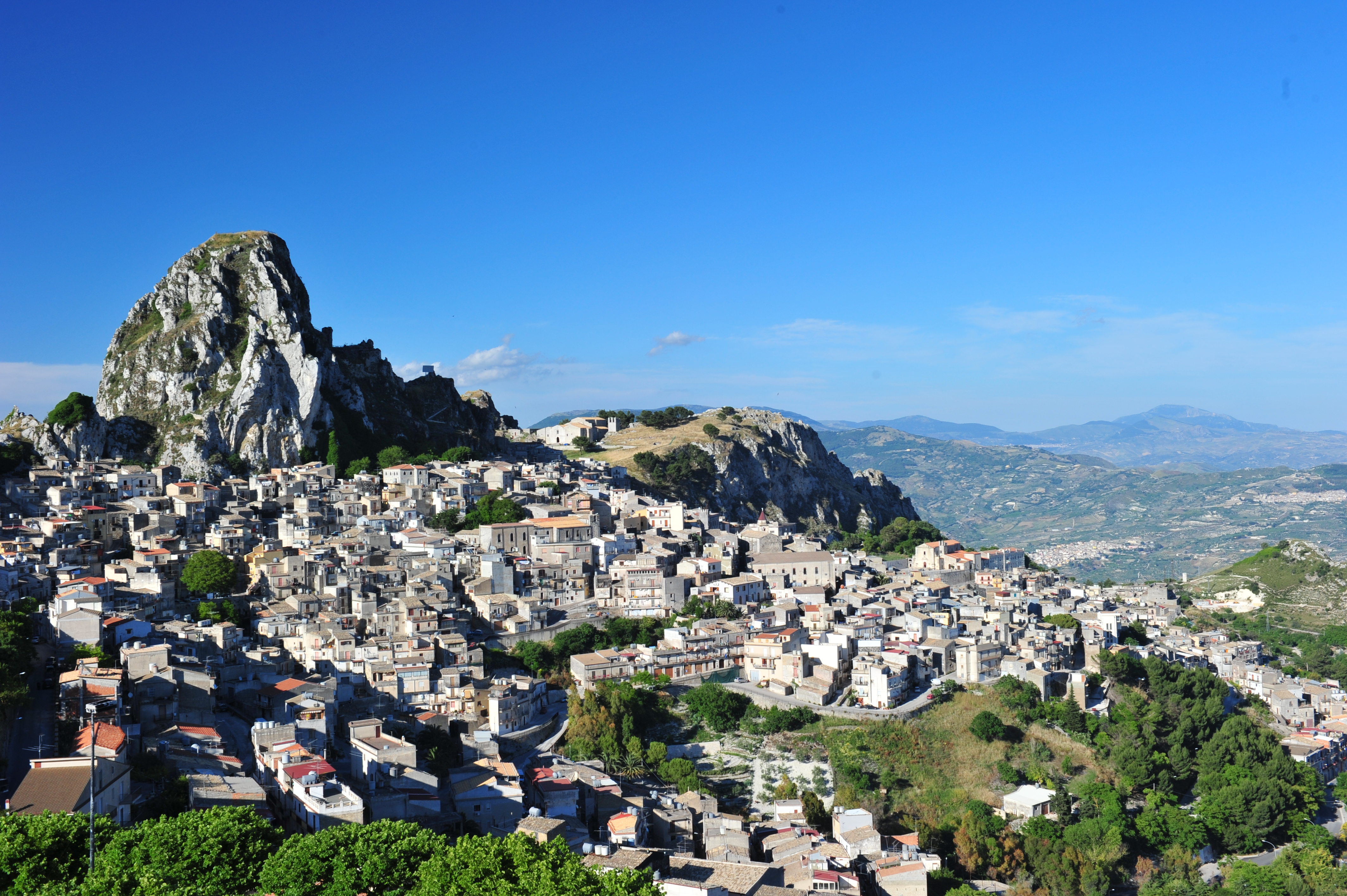
Caltabellotta

Der Friede von Caltabellotta wurde am 31. August 1302 im sizilianischen Ort Caltabellotta geschlossen und war der letzte einer Reihe von Verträgen, wie dem Vertrag von Tarascon und dem Frieden von Anagni, die den Konflikt zwischen dem Haus Anjou und dem Haus Barcelona um die Macht im Mittelmeer, besonders um Sizilien und Süditalien, beilegen sollten.
Der Vertrag folgte den tatsächlichen Besitzverhältnissen und teilte das alte Königreich Sizilien in Insel und Festlandteil auf. Die Insel (Regnum Siciliae ultra Pharum bzw. Regno di Sicilia ulteriore) fiel an Friedrich II., Süditalien (Regnum Siciliae citra Pharum bzw. Regno di Sicilia citeriore) an Karl II. von Anjou. Karl behielt den Titel König von Sizilien, während Friedrich sich nur König von Trinakria (alte griechische Bezeichnung der Insel Sizilien) nennen durfte. 
Der Vertrag legte auch fest, dass Trinakria nach dem Tod Friedrichs II. an Anjou gehen sollte. Bis dahin musste Karl II. aber 100.000 Unzen Gold Tribut an Friedrich zahlen, außer Papst Bonifaz VIII. erlaubte Friedrich II. die Eroberung Sardiniens oder Zyperns. Friedrich II. übergab seine Besitzungen in Kalabrien und andernorts auf dem Festland und entließ den Sohn Karls II., Philip, Fürst von Tarent, aus der Haft in Cefalù. Auch wurde die Heirat zwischen der Tochter Karls II., Eleonore, mit Friedrich II. verabredet.
Die Konsequenz dieses Vertrages war, dass Roger de Flor und seine Katalanische Kompanie sich neue Dienstherren suchen mussten, da sie nicht mehr als Söldner benötigt wurden. Sie wurden von Andronikos II. von Byzanz in Dienst genommen. Einer der Almogàvers, Bernat de Rocafort, weigerte sich, ohne finanzielle Entschädigung auf seine zwei Burgen in Kalabrien zu verzichten. Er wurde gefangen genommen und starb 1309 in einem Kerker des Robert von Anjou.